# Organo della chiesa di San Martino a Polanesi

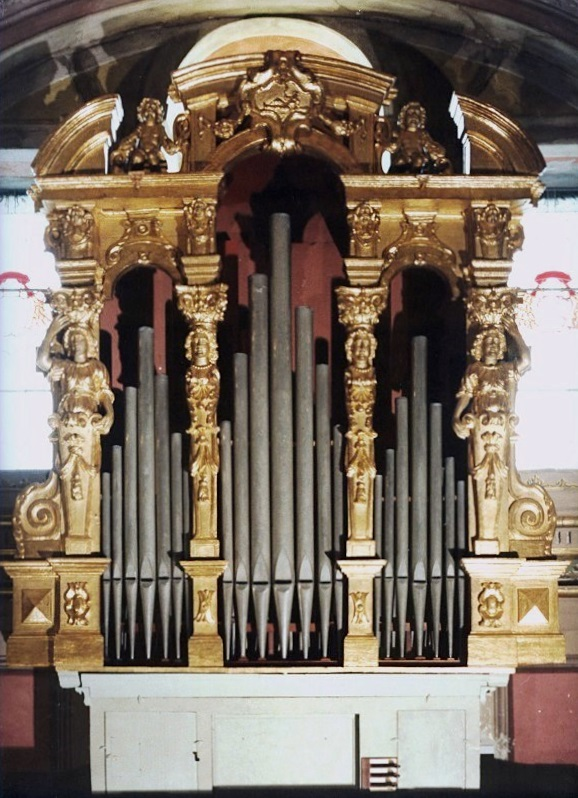
La facciata dell'organo.

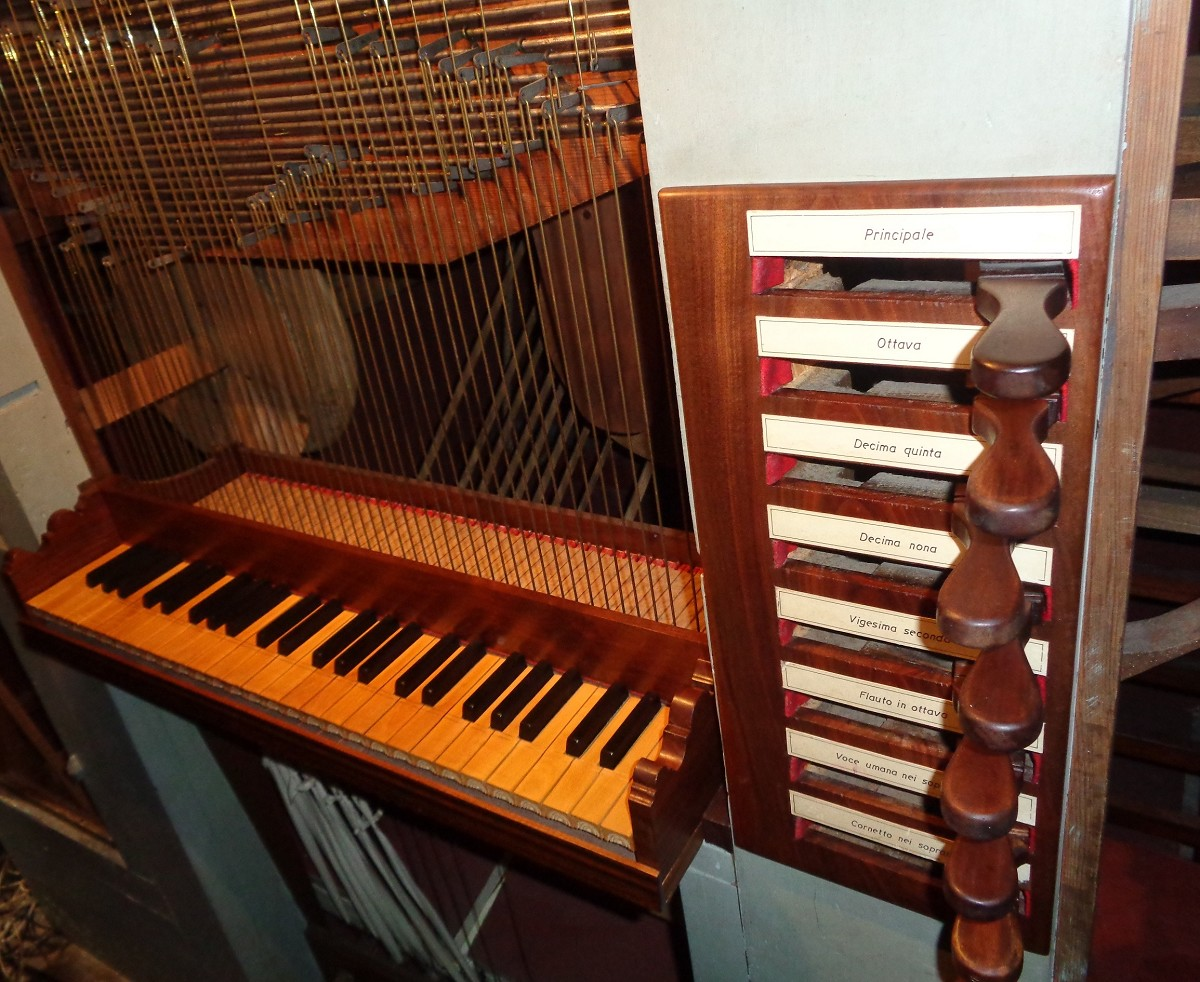
Vista della consolle.

Con organo della chiesa di San Martino ci si riferisce a un organo a canne costruito a Polanesi, frazione di Recco, in Liguria.

## Storia
Lo strumento venne realizzato dall'organaro Tommaso I Roccatagliata di Santa Margherita Ligure nella seconda metà del XVII secolo, probabilmente intorno al 1690. Originariamente collocato presso la chiesa del monastero delle clarisse di San Martino d'Albaro, l'organo venne smontato all'inizio del XIX secolo a causa della soppressione dei conventi ordinata durante l'occupazione napoleonica di Genova.
Nel 1812 l'organaro Antonio Brondi lo rimontò sulla cantoria lignea della controfacciata della chiesa di San Martino a Polanesi, una frazione di Recco. Un'iscrizione, presente nella muratura, recita infatti: «1812 / Rimesso da Ant.o Brondi organaro / Opera di Tomaso Roccatagliata».
L'organo, fra il 1994 e il 1995, venne restaurato dalla ditta Fratelli Marin di Lumarzo. La cassa venne restaurata dalla ditta Aguzzi e Profumo di Genova nel 1995. Lo strumento è inserito all'interno di diversi festival organistici internazionali, che, specialmente durante la stagione estiva, vi tengono alcuni concerti.

## Caratteristiche tecniche
L'organo, collocato in cassa lignea seicentesca riccamente intagliata e dorata, presenta una facciata formata da canne di principale disposte a cuspide, divisa in tre campi da cariatidi. Le canne sono 430, delle quali 413 in lega di stagno e piombo e 17 in legno di abete. Quelle originali del XVII secolo sono 388. Il somiere è a tiro.
Dispone di un manuale da 50 tasti in bosso ed ebano (Do1 - Fa5) con prima ottava corta e divisione bassi-soprani fra il Si2 e il Do3. La pedaliera è in noce, a leggio, composta da nove pedali (Do1 - Do2), ed è costantemente unita al manuale.
Il temperamento è inequabile. I registri sono azionabili da manette a scorrimento orizzontale, senza incastro, disposte in colonna alla destra del manuale. Una manetta, alla sinistra del manuale, aziona i rosignoli, mentre un pedale attiva il tamburo. L'aria è fornita da due mantici a cuneo, azionabili a mano o mediante elettroventilatore. La disposizione fonica è la seguente:
| Manuale          |                |   |
| Principale       | 8'             | O |
| Ottava           | 4'             | O |
| Decimaquinta     | 2'             | O |
| Decimanona       | 1' 1/3         | O |
| Vigesimaseconda  | 1'             | O |
| Flauto in ottava | 4'             | O |
| Voce umana       | 8' soprani     | A |
| Cornetto         | 3 file soprani | A |

| Accessori |
| Rosignoli |
| Tamburo   |

O = Originale del XVII secolo di Tommaso I Roccatagliata.
A = Aggiunto nel XVIII secolo da parte di altri membri della famiglia Roccatagliata.